# Wouter Biebauw
Wouter Biebauw (Deerlijk, 21 mei 1984) is een Belgische professioneel voetballer die als doelman speelt. Hij staat sinds het seizoen 2020/21 onder contract bij Beerschot VA.

## Carrière
Als kind begon hij te voetballen bij de plaatselijke voetbalclub Deerlijk Sport uit zijn geboortedorp, het was hier dat Biebauw keeper werd. Biebauw speelde vervolgens van 1998 tot 2002 in de jeugdploegen bij de grotere clubs KV Kortrijk en KRC Harelbeke. In 2002 stapte hij over naar KSV Roeselare waar hij zich bij het eerste elftal mocht aansluiten. In het seizoen 2004/05 promoveerde Biebauw met Roeselare naar het hoogste niveau, hij speelde zelf dat seizoen slechts 1 wedstrijd. Na 6 seizoenen actief te zijn geweest bij Roeselare tekende Biebauw in 2008 een contract bij KV Mechelen. Na zeven seizoenen bij Mechelen tekende hij in 2015 bij KV Oostende waar hij gehaald werd om als tweede doelman voor Didier Ovono te dienen. Nadat Ovono geblesseerd uitviel speelde Biebauw toch nog 12 wedstrijden voor de kustploeg.
Amper één jaar na zijn komst verliet Biebauw Oostende al opnieuw om terug te keren naar zijn ex-club KSV Roeselare om er eerste doelman te worden. Roeselare was inmiddels opnieuw afgezakt naar de tweede afdeling. Als kapitein van de ploeg was Biebauw erg geliefd onder de supporters van Roeselare. Na het faillissement van KSV Roeselare in 2020 tekende Biebauw een tweejarig contract bij Beerschot VA. Bij Beerschot wordt hij gehaald om dienst te doen als de doublure van eerste doelman Mike Vanhamel.

## Statistieken
| Seizoen         | Club            | Competitie      | Competitie | Competitie | Play-offs | Play-offs | Beker | Beker | Totaal | Totaal |
| Seizoen         | Club            | Competitie      | Wed.       | Dlp.       | Wed.      | Dlp.      | Wed.  | Dlp.  | Wed.   | Dlp.   |
| --------------- | --------------- | --------------- | ---------- | ---------- | --------- | --------- | ----- | ----- | ------ | ------ |
| 2002-2003       | KSV Roeselare   | Tweede Klasse   | 8          | 0          | nvt       | nvt       | 1     | 0     | 9      | 0      |
| 2003-2004       | KSV Roeselare   | Tweede Klasse   | 5          | 0          | nvt       | nvt       | 0     | 0     | 5      | 0      |
| 2004-2005       | KSV Roeselare   | Tweede Klasse   | 1          | 0          | nvt       | nvt       | 0     | 0     | 1      | 0      |
| 2005-2006       | KSV Roeselare   | Eerste klasse   | 4          | 0          | nvt       | nvt       | 0     | 0     | 4      | 0      |
| 2006-2007       | KSV Roeselare   | Eerste klasse   | 10         | 0          | nvt       | nvt       | 0     | 0     | 10     | 0      |
| 2007-2008       | KSV Roeselare   | Eerste klasse   | 13         | 0          | nvt       | nvt       | 3     | 0     | 16     | 0      |
| 2008-2009       | KV Mechelen     | Eerste klasse   | 14         | 0          | nvt       | nvt       | 3     | 0     | 17     | 0      |
| 2009-2010       | KV Mechelen     | Eerste klasse   | 17         | 0          | 6         | 0         | 6     | 0     | 29     | 0      |
| 2010-2011       | KV Mechelen     | Eerste klasse   | 0          | 0          | 1         | 0         | 1     | 0     | 2      | 0      |
| 2011-2012       | KV Mechelen     | Eerste klasse   | 2          | 0          | 5         | 0         | 0     | 0     | 7      | 0      |
| 2012-2013       | KV Mechelen     | Eerste klasse   | 2          | 0          | 6         | 0         | 2     | 0     | 10     | 0      |
| 2013-2014       | KV Mechelen     | Eerste klasse   | 16         | 0          | 5         | 0         | 0     | 0     | 21     | 0      |
| 2014-2015       | KV Mechelen     | Eerste klasse   | 27         | 0          | 8         | 0         | 4     | 0     | 39     | 0      |
| 2015-2016       | KV Oostende     | Eerste klasse   | 8          | 0          | 3         | 0         | 1     | 0     | 12     | 0      |
| 2016-2017       | KSV Roeselare   | Eerste klasse B | 25         | 0          | 5         | 0         | 1     | 0     | 31     | 0      |
| 2017-2018       | KSV Roeselare   | Eerste klasse B | 31         | 0          | 0         | 0         | 1     | 0     | 32     | 0      |
| 2018-2019       | KSV Roeselare   | Eerste klasse B | 27         | 0          | 0         | 0         | 0     | 0     | 27     | 0      |
| 2019-2020       | KSV Roeselare   | Eerste klasse B | 27         | 0          | 0         | 0         | 0     | 0     | 27     | 0      |
| 2020-2021       | Beerschot VA    | Eerste klasse A | 0          | 0          | 0         | 0         | 0     | 0     | 0      | 0      |
| 2021-2022       | Beerschot VA    | Eerste klasse A | 4          | 0          | 0         | 0         | 0     | 0     | 4      | 0      |
| Carrière totaal | Carrière totaal | Carrière totaal | 241        | 0          | 39        | 0         | 23    | 0     | 303    | 0      |